# Grand Prix de Wallonie 2011
La 52e édition du Grand Prix de Wallonie a eu lieu le 14 septembre 2011. Elle a été remportée par le Belge Philippe Gilbert.

## Organisation
Depuis 2003, le Grand Prix de Wallonie est organisé par TRW'Organisation, organisateur du Tour de la Région wallonne (devenu depuis le Tour de Wallonie). Ce changement de propriétaire est l'occasion d'une modification du parcours de la course et de sa date : elle a lieu en septembre depuis 2003, et non plus en mai,.

## Classement final
Philippe Gilbert remporte la course en parcourant les 203,1 kilomètres en 5 h 0 min 8 s à la vitesse moyenne de 40,601 km/h.
| Classement final, | Classement final,  | Classement final, | Classement final,  | Classement final, |
|                   | Coureur            | Pays              | Équipe             | Temps             |
| ----------------- | ------------------ | ----------------- | ------------------ | ----------------- |
| 1er               | Philippe Gilbert   | Belgique          | Omega Pharma-Lotto | en 5 h 0 min 8 s  |
| 2e                | Julien Simon       | France            | Saur-Sojasun       | + 2 s             |
| 3e                | Björn Leukemans    | Belgique          | Vacansoleil-DCM    | m.t               |
| 4e                | Bert De Waele      | Belgique          | Landbouwkrediet    | m.t               |
| 5e                | Davy Commeyne      | Belgique          | Landbouwkrediet    | m.t               |
| 6e                | Michał Kwiatkowski | Pologne           | RadioShack         | m.t               |
| 7e                | Óscar Freire       | Espagne           | Rabobank           | m.t               |
| 8e                | Guillaume Levarlet | France            | Saur-Sojasun       | m.t               |
| 9e                | Stefan Denifl      | Autriche          | Leopard-Trek       | m.t               |
| 10e               | Maxime Vantomme    | Belgique          | Katusha            | m.t               |
| modifier          |                    |                   |                    |                   |